# Der Märchenprinz
Der Märchenprinz ist ein Liebesfilm und eine Literaturverfilmung. Produktionsfirma war Enigma (Goldcrest). Die Erstaufführung fand am 19. Juli 1994 statt.

## Handlung
Im Gegensatz zu ihren einheimischen Kommilitoninnen nimmt eine schüchterne junge Engländerin, die 1960 an der Pariser Sorbonne studiert, die Liebe ernst. Während ihre Freundin das Leben in Cafés und Jazzkellern in vollen Zügen genießt, müssen Jennys Verehrer, ein norwegischer und ein französischer Student, sich in Geduld üben.